# Хмелёвка (приток Сундобы)

Хмелёвка — река в России, протекает в Бабушкинском районе Вологодской области и Чухломском районе Костромской области. Устье реки находится в 25 км по левому берегу реки Сундоба. Длина реки составляет 16 км, площадь водосборного бассейна 98,7 км².
Исток Хмелёвки на Галичской возвышенности в заболоченном лесном массиве близ границы областей. Верхнее течение проходит по Вологодской, затем река втекает на территорию Костромской. Течёт по заболоченному ненаселённому лесу на юго-восток. За 1,5 км до впадения в Сундобу принимает слева крупнейший приток — Ливленку.

## Данные водного реестра
По данным государственного водного реестра России относится к Верхневолжскому бассейновому округу, водохозяйственный участок реки — Унжа от истока и до устья, речной подбассейн реки — Бассей притоков Волги ниже Рыбинского водохранилища до впадения Оки. Речной бассейн реки — (Верхняя) Волга до Куйбышевского водохранилища (без бассейна Оки).
По данным геоинформационной системы водохозяйственного районирования территории РФ, подготовленной Федеральным агентством водных ресурсов:
- Код водного объекта в государственном водном реестре — 08010300312110000015167
- Код по гидрологической изученности (ГИ) — 110001516
- Код бассейна — 08.01.03.003
- Номер тома по ГИ — 10
- Выпуск по ГИ — 0

### Притоки (км от устья)
- 1,3 км: река Ливленка (лв)